# Кофуку-Мару (1920)
Кофуку-Мару (1920) — транспортне судно, яке під час Другої світової війни брало участь в операціях японських збройних сил на Тихому океані.
Судно спорудили як вантажне в 1940 році на верфі «Kawaminami Kogyo» для компанії «Daiko Shosen».
У якийсь момент «Кофуку-Мару» залучили до операцій японських збройних сил в Океанії.
З 23 січня по 3 лютого 1944-го судно у складу конвою «Вевак № 18» здійснило круговий рейс із Палау (важливий транспортний хаб на заході Каролінських островів) до розташованого на північному узбережжі Нової Гвінеї Веваку, де був головний японський гарнізон на цьому острові.
З 9 по 20 лютого 1944-го у складі конвою «Вевак Йото № 1» судно провело ще один круговий рейс до Веваку, а з 29 лютого по 10 березня в конвої «Вевак Йото № 4» пройшло з Палау порту Голландія (нині Джаяпура, за 350 км на захід від Веваку) та назад.
16 березня 1944-го «Кофуку-Мару» знову перебувало у морі, дещо менш ніж за 400 км на південний схід від Палау. Тут його перехопив, торпедував і потопив американський підводний човен USS Silversides. Загинуло 11 членів екіпажу та 83 пасажири, що перебували на борту.